# 联合国安全理事会第3号决议
《联合国安理会3号决议》是1946年4月4日在联合国安全理事会第30次会议通过的。这个决议是关于苏联自伊朗撤军问题的，该决议以9票赞成、1票未出席、1票未投票通过。
决议承认苏联需要5至6个星期从伊朗撤军，这个时间难以提前，希望这个问题不至于影响到苏联和伊朗的双边谈判，决定将伊朗的申诉延迟到5月6日审理，届时首先将审理苏联从伊朗撤军情况。如果这段时间内发生延迟撤军的问题，苏联和伊朗均可向联合国秘书长反映，安理会将按照最优先的级别讨论这一问题。

## 相关决议
- 联合国安理会2号决议
- 联合国安理会5号决议
- 伊朗危机